# Maafushi
Maafushi (Dhivehi: މާފުށި) è una delle isole abitate dell'atollo di Kaafu e la capitale della provincia di Medhu Uthuru. È nota per la sua prigione.

## Storia
Maafushi è stata gravemente danneggiata dallo tsunami del 2004 che ha avuto un impatto su oltre 100.000 dei 300.000 abitanti delle Maldive. La Federazione internazionale delle società di Croce Rossa e Mezzaluna Rossa, sostenuta dalle società irlandesi e americane della Croce rossa, ha iniziato a lavorare su un sistema fognario il 10 agosto 2006. La Federazione internazionale ha anche finanziato la costruzione di case per coloro che hanno perso la loro durante lo tsunami. Entrambi i programmi sono realizzati in collaborazione con appaltatori commerciali e con il sostegno e il coinvolgimento della comunità locale.

## Geografia
L'isola si trova a 26 km a sud della capitale del paese, Malé, ed a breve distanza da un'altra isola abitata: Gulhi.

## Economia
Maafushi è una delle isole delle Maldive con una fiorente economia locale. Mentre oltre sessanta famiglie beneficiano direttamente della pesca, l'industria del turismo ha preso una nuova svolta dal 2010. Con il regolamento del governo che consente l'apertura di pensioni nelle isole locali, Maafushi è stata la prima a investire in alloggi turistici. La prima guest house è stata aperta nel gennaio 2010 e da allora molti altri hanno aperto e hanno fornito alla comunità locale afflussi di valuta estera. I turisti delle vicine isole turistiche la visitano perché offre l'opportunità di fare shopping nei negozi di souvenir.